# 幻想アンダーグラウンド
「幻想アンダーグラウンド」（げんそうアンダーグラウンド）は、大石昌良のソロ4作目のシングル。2009年10月21日にHappy Music Recordsより発売された。

## 概要
前作「ラブ」から約4ヵ月ぶりのリリース。
表題曲の「幻想アンダーグラウンド」はMBS毎日放送『麒麟の部屋』、BS朝日『ぜひもの』、メーテレ『スポケン』のエンディングテーマに起用された。
また、同じく表題曲は2015年に発売されたアルバム『大石昌良の弾き語りラボ』で弾き語りバージョンが収録されており、2016年4月20日に発売されたライブDVD「大石昌良の弾き語りラボツアー2015 東京公演」にも収録されている。

## 収録曲
全作詞・作曲：大石昌良　編曲：大石昌良(1.2.) 扇谷研人(1.)
1. 幻想アンダーグラウンド [4:35]
2. 誤解しないでください 〜制作期間中の息抜きです〜 [3:50]

## タイアップ
幻想アンダーグラウンド
毎日放送『麒麟の部屋』2009年11月度エンディングテーマ
名古屋テレビ『スポケン』2009年11月度エンディングテーマ
名古屋テレビ『キングコングのあるコトないコト』第1 - 4回エンディングテーマ
BS朝日 デジタル5ch『ぜひもの』2009年10 - 12月 エンディングテーマ